# Anouk Aimée

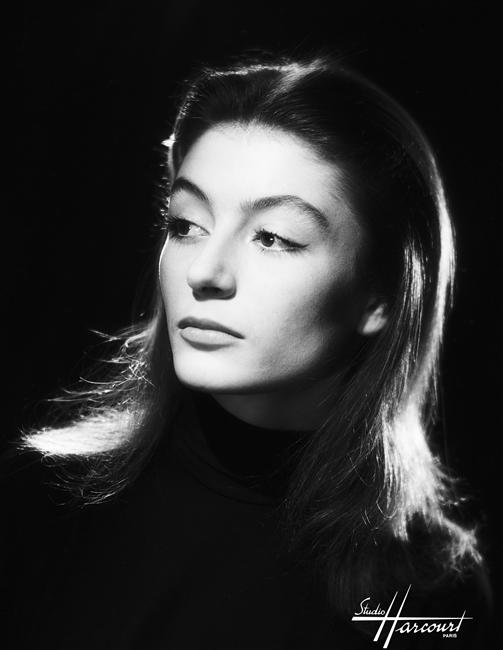
Anouk Aimée im Jahr 1952

Anouk Aimée ([anuk ɛme] ; geboren 27. April 1932 als Nicole Françoise Florence Dreyfus in Paris; gestorben 18. Juni 2024 ebenda) war eine französische Filmschauspielerin, die seit den späten 1940er Jahren in mehr als 70 Spielfilmen vieler namhafter Regisseure auftrat. Zu den Höhepunkten ihrer Karriere zählten die Filme Das süße Leben, Achteinhalb, Lola, das Mädchen aus dem Hafen und Ein Mann und eine Frau.

## Leben und Karriere
Nicole Dreyfus war die Tochter des Schauspielerpaars Geneviève Durand (Künstlername Geneviève Sorya, 1912–2008) und Henri Dreyfus, genannt Henry Murray (1907–1984). Von ihrer Mutter katholisch erzogen, konvertierte sie später zum Judentum, der Religion des Vaters. Ihre Eltern ließen sich scheiden, als sie sieben Jahre alt war. Sie wuchs in Paris und Barbezieux-Saint-Hilaire (Département Charente) auf, wohin sie von ihrer Mutter während der deutschen Besatzungszeit geschickt wurde, um den antijüdischen Razzien in Paris zu entgehen. Sie wurde in einem Pensionat in Morzine untergebracht und überlebte unter dem falschen Namen Françoise Durand. Dort begegnete sie auch dem späteren Schauspieler und Regisseur Roger Vadim. Im Alter von 14 Jahren spielte sie erstmals in einem Film, La maison sous la mer von Henri Calef. Ihren Rollennamen „Anouk“ übernahm sie als Künstlernamen. Im selben Jahr drehte sie mit dem Regisseur Marcel Carné einen letztendlich unvollendeten Film. Carnés Drehbuchautor, der Dichter Jacques Prévert, erfand bei dieser Gelegenheit ihren zweiten Namen, „Aimée“ (Geliebte). So bestand ihr Künstlername tatsächlich aus zwei Vornamen.
Bekannt wurde Anouk Aimée im Jahr 1949 durch ihre Hauptrolle in dem lose auf dem Stück Romeo und Julia von William Shakespeare basierenden Spielfilm Die Liebenden von Verona, in dem sie an der Seite von Serge Reggiani und Pierre Brasseur unter der Regie von André Cayatte und wieder nach einem Drehbuch von Prévert spielte. In den folgenden Jahren wurde sie als „junge Schöne“ in dem Abenteuerfilm Der goldene Salamander (1950) und als Prostituierte in der Simenon-Verfilmung Der Mann, der sich selbst nicht kannte besetzt. 1953 spielte sie in dem Theaterstück Sud nach dem gleichnamigen Roman von Julien Green und 1957 an der Seite von Gérard Philipe in dem Film Montparnasse 19. Unter der Regie von Jacques Demy übernahm sie 1961 die Hauptrolle der Tänzerin in dem Musicalfilm Lola, das Mädchen aus dem Hafen, 1969 verkörperte sie in Demys amerikanischem Film Das Fotomodell erneut die Figur der Lola.
Ihre Zusammenarbeit mit dem italienischen Regisseur Federico Fellini in Das süße Leben (Originaltitel La dolce vita, 1960) verhalf Anouk Aimée zu internationaler Anerkennung. Die Rolle einer rätselhaften melancholischen Frau spielte sie so überzeugend, dass er sie auch für Achteinhalb (1963) engagierte. In beiden Filmen agierte sie an der Seite von Marcello Mastroianni. Danach war sie öfter als Charakterdarstellerin in italienischen Produktionen zu sehen. 
Im Jahr 1966 spielte Anouk Aimée in Claude Lelouchs Ein Mann und eine Frau das Scriptgirl Anne Gauthier, eine Frau, die sich nach dem Tod ihres Mannes in einen verwitweten Rennfahrer, dargestellt von Jean-Louis Trintignant, verliebt. Kritiker bezeichneten diesen Film als eine der schönsten Liebesgeschichten des Kinos. Für ihre Darstellung erhielt Anouk Aimée neben einer Oscar-Nominierung den Golden Globe und den British Academy Film Award. 1976 wirkte sie abermals in einem Film Lelouchs mit, in Ein Hauch von Zärtlichkeit an der Seite von Catherine Deneuve. Anouk Aimée gilt als eine Ikone der Nouvelle Vague und spielte unter der Regie zahlreicher bedeutender Regisseure dieser Zeit, darunter Agnès Varda, Philippe de Broca und George Cukor. 

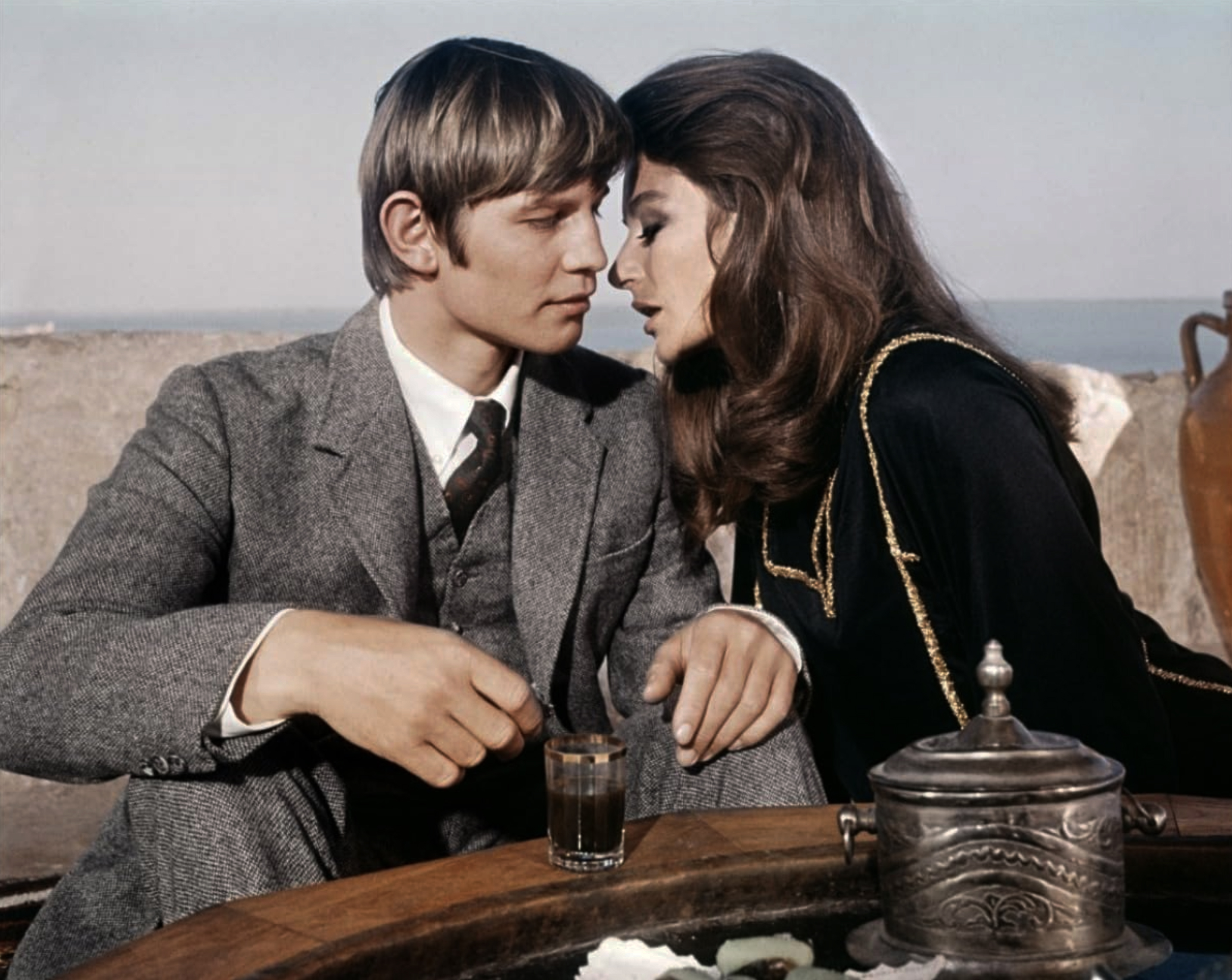
Michael York und Anouk Aimée in dem Film Justine, 1969

Im Jahr 1980 erhielt Anouk Aimée zusammen mit Michel Piccoli für die Rolle eines Geschwisterpaares in Marco Bellocchios Der Sprung ins Leere den Darstellerpreis der Filmfestspiele von Cannes. 1986 verkörperte sie noch einmal Anne Gauthier in Ein Mann und eine Frau – zwanzig Jahre später, der Fortsetzung ihres Welterfolgs von 1966. 
Im Jahr 1991 spielte Anouk Aimée in dem Theaterstück Love Letters des amerikanischen Dramatikers Albert Ramsdell Gurney an der Seite von Jean-Louis Trintignant. 2005, 2006, 2008 und 2014 trat sie erneut in diesem Stück auf, mit Philippe Noiret, Jacques Weber, Alain Delon bzw. Gérard Depardieu als Bühnenpartner. 1995 gehörte sie zu den zahlreich mitwirkenden internationalen Stars in Robert Altmans Episodenfilm Prêt-à-Porter. In Napoleon, einer TV-Verfilmung des Lebens von Napoleon Bonaparte, spielte sie 2001 dessen Mutter.

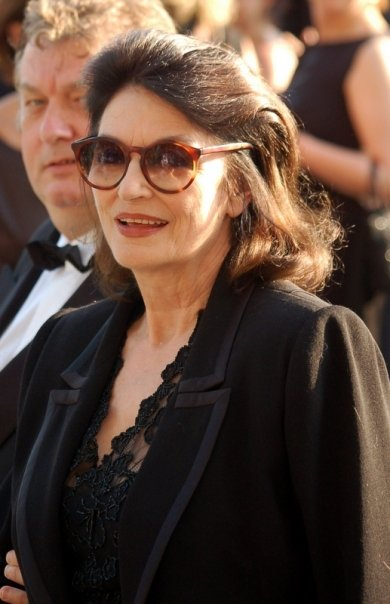
Anouk Aimée beim Filmfestival von Cannes 2007

Im Jahr 2002 wurde sie mit dem César für ihr Lebenswerk ausgezeichnet, ebenso im Jahr 2003 mit dem Goldenen Ehrenbären der Filmfestspiele von Berlin. Seit Mitte der 2000er Jahre stand Anouk Aimée selten vor der Kamera. Zuletzt wirkte sie 2019 in Claude Lelouchs Die schönsten Jahre eines Lebens mit, der zweiten Fortsetzung von Ein Mann und eine Frau. Sowohl für Anouk Aimée als auch für ihren Filmpartner Trintignant war es der letzte Filmauftritt. Trintignant starb 2022, sie selbst am 18. Juni 2024 im Alter von 92 Jahren in Paris.
Im Jahr 2025 zierte Aimée gemeinsam mit Jean-Louis Trintignant die offiziellen Festivalplakate der 78. Internationalen Filmfestspiele von Cannes. Die Motive wurden einer 20-sekündige Szene aus Ein Mann und eine Frau (1966) entnommen.

## Privates
Anouk Aimée war viermal verheiratet: mit Édouard Zimmermann von 1949 bis 1950, mit dem Regisseur Nico Papatakis von 1951 bis 1958, mit dem Sänger Pierre Barouh von 1966 bis 1969 und mit dem Schauspieler Albert Finney von 1970 bis 1978. Sie war außerdem die Lebensgefährtin des Regisseurs Élie Chouraqui. Der Beziehung mit Papatakis entstammt eine 1951 geborene Tochter.

## Filmografie (Auswahl)
- 1949: Die Liebenden von Verona (Les Amants de Vérone)
- 1950: Der goldene Salamander (Golden Salamander)
- 1952: Der scharlachrote Vorhang (Le Rideau cramoisi)
- 1952: Der Mann, der sich selbst nicht kannte (The Man Who Watched Trains Go By)
- 1955: Ich suche Dich
- 1956: Nina
- 1956: Stresemann
- 1957: Der sechste Mann (Tous peuvent me tuer)
- 1957: Immer wenn das Licht ausgeht (Pot-Bouille)
- 1958: Montparnasse 19 (Les Amants de Montparnasse)
- 1958: Mit dem Kopf gegen die Wände (La Tête contre les murs)
- 1959: Die Reise (The Journey)
- 1960: Das süße Leben (La Dolce Vita)
- 1960: Bevor das Licht verlöscht (L’Imprévu)
- 1960: Wo bleibt die Moral, mein Herr? (Le Farceur)
- 1961: Lola, das Mädchen aus dem Hafen (Lola)
- 1961: Das Jüngste Gericht findet nicht statt (Il giudizio universale)
- 1961: Quai Notre Dame
- 1961: Sodom und Gomorrha (Sodom and Gomorrah)
- 1962: Grausame Hände (F.L.A.S.H.)
- 1963: Achteinhalb (8½)
- 1963: Liolà
- 1965: Liebe im Zwielicht (La fuga)
- 1965: Die Stationen unserer Liebe (Le stagioni di nostro amore)
- 1966: Ein Mann und eine Frau (Un homme et une femme)
- 1967: Ein Abend … ein Zug (Un soir, un train)
- 1969: Das Fotomodell (The Model Shop)
- 1969: Alexandria – Treibhaus der Sünde (Justine)
- 1969: Ein Hauch von Sinnlichkeit (The Appointment)
- 1976: Ein Hauch von Zärtlichkeit (Si c’était à refaire)
- 1978: Meine erste Liebe (Mon premier amour)
- 1979: Der Sprung ins Leere (Salto nel vuoto)
- 1980: Ein Blatt Liebe (Une page d’amour)
- 1981: Die Tragödie eines lächerlichen Mannes (La tragedia di un uomo ridiculo)
- 1984: Viva la vie – Es lebe das Leben (Vive la vie)
- 1986: Ein Mann und eine Frau – 20 Jahre später (Un homme et une femme – 20 ans déjà)
- 1988: Das Chaoten-Duo (Arrivederci e grazie)
- 1990: Bethune – Arzt und Held (Bethune: The making of a heroe)
- 1992: Das Schicksal des Freiherrn von Leisenbohg (L’Amour maudit de Leisenbohg)
- 1992: Stimmen im Garten (Voices in the garden)
- 1994: Hundert und eine Nacht (Les Cent et Une Nuits de Simon Cinéma)
- 1994: Prêt-à-Porter
- 1995: Sag ja! (Dis-moi oui)
- 1997: Die Bibel – Salomon (Solomon)
- 1998: L.A. Without a Map
- 2001: Napoleon (Fernseh-Miniserie)
- 2001: Festival in Cannes
- 2002: Birkenau und Rosenfeld (La Petite Prairie aux bouleaux)
- 2004: Happy End mit Hindernissen (Ils se marièrent et eurent beaucoup d’enfants)
- 2006: De particulier à particulier
- 2010: Ces amours-là
- 2010: Paris Connections
- 2011: Tous les soleils
- 2012: Ziemlich dickste Freundinnen (Mince alors!)
- 2019: Die schönsten Jahre eines Lebens (Les plus belles années d’une vie)

## Auszeichnungen (Auswahl)
- 1961: Étoile de Cristal für Das süße Leben (Beste Darstellerin)
- 1963: Nominierung für den British Film Academy Award für Lola (Beste ausländische Darstellerin)
- 1967: Fotogramas de Plata für Ein Mann und eine Frau (Beste ausländische Darstellerin)
- 1967: Golden Globe Award für Ein Mann und eine Frau (Beste Hauptdarstellerin – Drama)
- 1967: Oscar-Nominierung für Ein Mann und eine Frau (Beste Hauptdarstellerin)
- 1968: British Film Academy Award für Ein Mann und eine Frau (Beste ausländische Darstellerin)
- 1979: César-Nominierung für Meine erste Liebe (Beste Hauptdarstellerin)
- 1980: Filmfestival von Cannes – Beste Darstellerin für Der Sprung ins Leere
- 1994: National Board of Review Award für Prêt-à-Porter (Bestes Schauspielensemble)
- 2000: Palm Beach International Film Festival – Lifetime Achievement Award, International
- 2002: Ehren-César
- 2003: Goldener Ehrenbär der Berlinale
- 2003: Filmfest München – Ehrenpreis für Birkenau und Rosenfeld
- 2009: Silver Medallion Award des Telluride Film Festivals
- 2010: Russischer Goldenen Adler für ihr Lebenswerk